# Ryan Hamilton
Ryan Hamilton, född 15 april 1985, är en kanadensisk professionell ishockeyspelare som spelar för Edmonton Oilers i NHL. Han har tidigare representerat Toronto Maple Leafs.
Han blev aldrig draftad av något lag.